# Cynaeda dentalis
Cynaeda dentalis — вид лускокрилих комах родини вогнівок-трав'янок (Crambidae).

## Поширення
Вид поширений на значній частині Європи, в Йорданії, Туреччині, Кабо-Верде, на Мадейрі. Присутній у фауні України.

## Опис
Розмах крил 19-22 мм.

## Спосіб життя
Метелики літають з червня по серпень. Личинки живляться листям синяка звичайного (Echium vulgare).